# Margaret MacNeil
Margaret "Maggie" MacNeil, född den 26 februari 2000 i Jiujiang, Kina, är en kanadensisk simmare. Hon tävlar i frisim och fjärilsim.

## Karriär
MacNeil vann guld på 100 meter fjärilsim vid världsmästerskapen i simning 2019 och tog även brons över 4×100 meter frisim i dessa tävlingar. Vid olympiska sommarspelen 2020 i Tokyo tog MacNeil guld på 100 meter fjärilsim. Hon var även en del av Kanadas lag som tog silver på 4×100 meter frisim och brons på 4×100 meter medley.
I juni 2022 vid VM i Budapest var MacNeil en del av Kanadas kapplag som tog silver på 4×100 meter frisim. Hon var även en del av kapplaget som tog brons på 4×100 meter medley samt erhöll ytterligare ett silver efter att simmat försöksheatet på 4×100 meter mixad frisim.
I december 2022 vid kortbane-VM i Melbourne tog MacNeil sex medaljer. Individuellt tog hon delat guld med amerikanska Torri Huske och noterade ett nytt kanadensiskt rekord på 50 meter fjärilsim, tog guld och förbättrade sitt eget världsrekord på 50 meter ryggsim samt tog guld och noterade ett nytt världsrekord på 100 meter fjärilsim. Hon var även en del av Kanadas kapplag som tog brons och noterade ett nytt nationsrekord på 4×100 meter frisim samt som tog brons på 4×100 meter medley och 4×50 meter mixad medley.